# Museum (Zofingen)
Das Museum ist ein denkmalgeschütztes Bauwerk in Zofingen. Es ist ein Kulturgut von nationaler Bedeutung.

## Lage
Das Museum liegt an der General-Guisan-Strasse 18, unmittelbar ausserhalb der Altstadt. Es steht auf einem Promenadengürtel, auf dem auch zahlreiche andere öffentliche Bauten errichtet wurden, darunter das Gemeindeschulhaus.

## Beschreibung

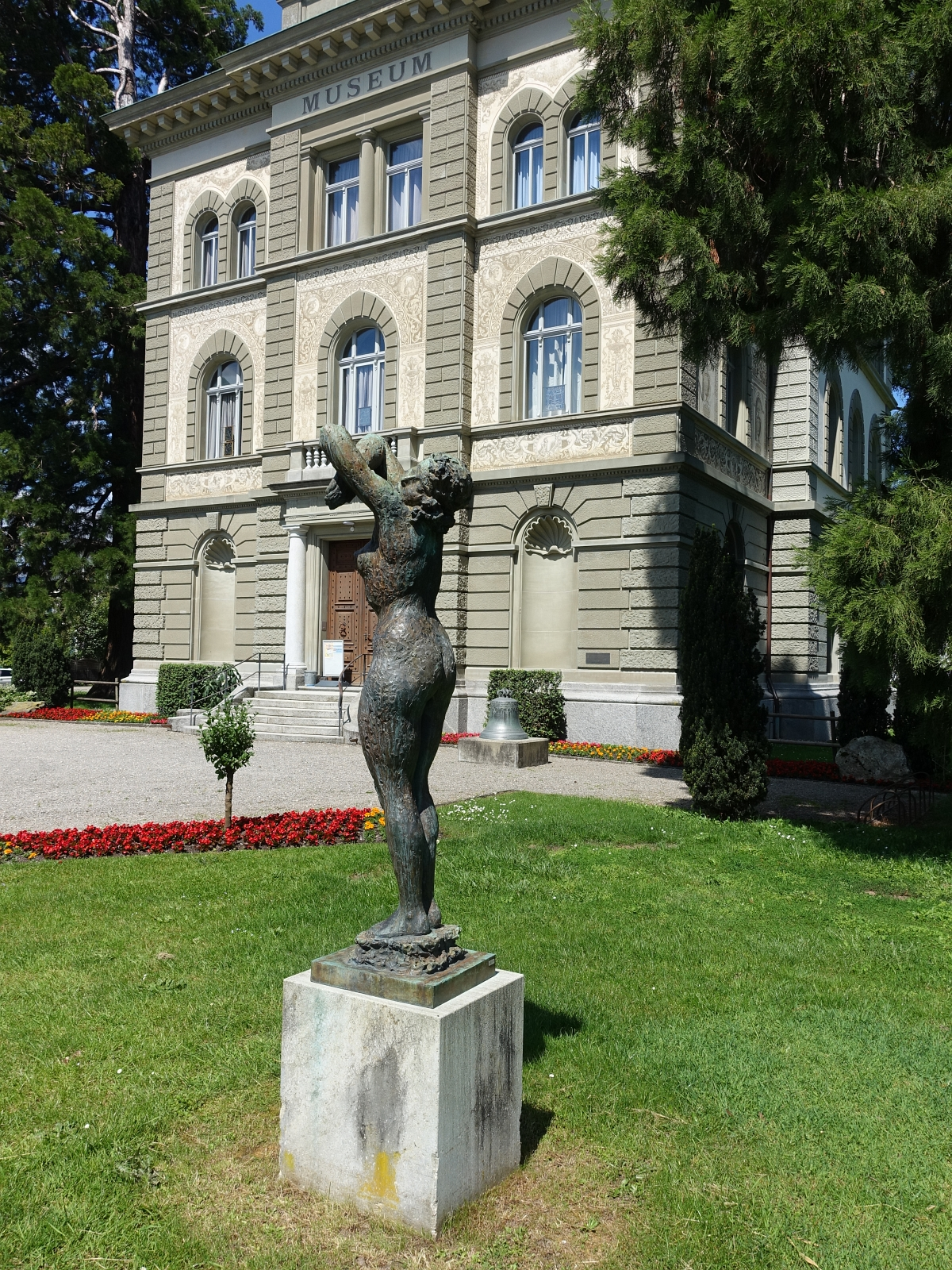
Plastik von Hermann Haller (1880–1950) vor dem Museum Zofingen

Das Museum wurde im Neorenaissance-Stil erbaut. Der Architekt Emil Vogt orientierte sich an der Florentiner Frührenaissance.
Der Grundriss ist beinahe quadratisch. Die Front ist geprägt von einem Mittelrisalit mit Säulenportal. Die Fassade ist mit Sgraffiti von Seraphin Weingartner dekoriert. Im Innern besteht ein grosszügiges Treppenhaus.

## Geschichte

### Baugeschichte
Beim Museum in Zofingen handelt es sich um den ersten eigens errichteten Museumsbau im Kanton Aargau. Das für eine Kleinstadt zur Bauzeit aussergewöhnliche Vorhaben wurde vom Industriellen Gustav Rudolf Straehl gestiftet. Die Ortsbürgergemeinde Zofingen stellte das Baugelände kostenlos zur Verfügung. Der Bau des Museums hatte die kulturelle Belebung Zofingens zum Ziel.
Erbaut wurde es in den Jahren 1899–1901. 1941 wurden das Untergeschoss ausgebaut und ein Archivraum eingerichtet. 1955 wurden die Sgraffiti an der Fassade restauriert. Das Gebäudeinnere wurde 1982 und 1985 saniert; die Fassade von 2002 bis 2003. Ein Unwetter im Jahr 2011 erforderte in den Jahren 2012 bis 2014 erneute Sanierungsmassnahmen.

### Nutzungsgeschichte

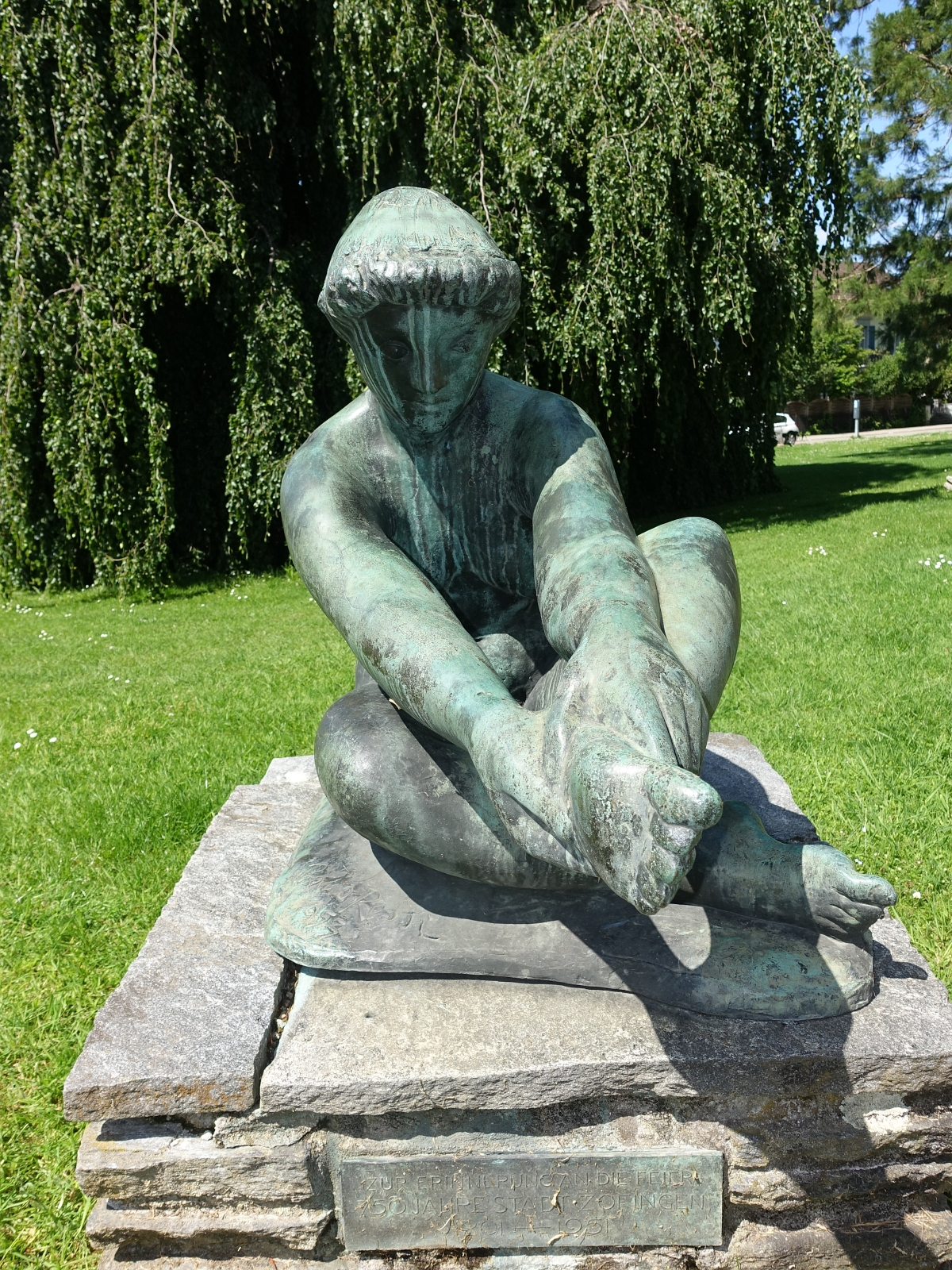
Plastik von Remo Rossi (1909–1982) vor dem Museum Zofingen

Seit der Errichtung wurde das Gebäude als historisches und naturgeschichtliches Museum genutzt. Die naturgeschichtliche Sammlung setzt sich unter anderem aus einer zoologischen Sammlung, botanischen Exponaten sowie Mineralien, Gesteinen und Fossilien zusammen. Die historische Abteilung umfasst unter anderem ur- und frühgeschichtliche Exponate, Waffen und Uniformen, Exponate zu Handwerk und Industrie – etwa aus den Zofinger Zinn- und Glockengiessereien oder der Textilindustrie –, eine Münzsammlung, die Sammlung der Familie Ringier und die Sammlung der Zofingia.
Bei der Eröffnung des Museums war auch die Stadtbibliothek Zofingen darin untergebracht. Die Bibliothek zog 1975 ins Alte Lateinschulhaus. Während des Zweiten Weltkriegs war auf dem Dach des Museums eine Flugabwehrkanone stationiert.